# Wagner László (mezőgazda)
Zólyomi Wagner László Frigyes János (Pest, 1841. május 28. – Gossensass, 1888. július 2.) bölcseleti doktor, mezőgazda, műegyetemi tanár, mezőgazdasági szakíró, folyóirat-szerkesztő.

## Családja
A nemesi származású zolyómi Wágner család sarja. Édesapja zólyomi Wágner Dániel (1800-1890) gyógyszerész, az 1848-as minisztérium egészségügyi tanácsosa, édesanyja Weninger Mária (1816–1890) úrnő volt. Fivére zolyómi ifjabb Wágner Dániel (1838–1890) gyógyszerész volt.
Feleségül vette Stuller Ilona Paulina (Buda, 1847. január 17.–Budapest, 1898. július 19.) kisasszonyt, akinek a szülei Stuller Ferenc (1820–1874), hites ügyvéd, az első magyar általános biztosító-társaság és a nemzeti kaszinó titkára, valamint kézdi-vásárhelyi Vásárhelyi Paulina (1825–1858) voltak.

## Életpályája
Középiskoláit Pesten végezte, majd 1858-tól ugyanitt a műegyetem hallgatója volt. Természettudományokkal, főként kémiával foglalkozott. A mezőgazdasági pályára készült; 1859 nyarán gróf Brunszvik Géza martonvásári uradalmában Lejtényi György igazgató mellett, 1860-61-ben pedig gróf Széchenyi Béla nagycenki uradalmában Hajnik János uradalmi felügyelő mellett töltött egy-egy évet mint gazdasági gyakornok.
1861 őszén a Magyaróvári Királyi Gazdasági Akadémiára ment, melyet 1863 tavaszán hagyott el és őszig gróf Széchenyi Ödön sági (Sopron megye) uradalmában, 1865 tavaszáig pedig Salm herceg absdorfi (Morvaország) bérletén mint gazdasági segéd és kezelő gazdatiszt működött.
1865 tavaszán nagyobb külföldi útra indult az egyetemek és gazdasági intézetek tanulmányozása céljából. Egy évet töltött Eltz Károly gróf házában (Eltville-ben, Wiesbaden mellett), a Rajna-melléki bortermelési viszonyokat tanulmányozva. Azután 1867 tavaszáig Németország jelesebb egyetemeit (Lipcse, Drezda, Jéna, Bonn, München stb.) látogatta, több német tudóssal lépvén baráti viszonyba.
1867 tavaszán a párizsi nemzetközi világkiállításhoz Magyarország részéről csoportbiztosi minőségben küldték ki. A kiállítás bezárásakor, 1868 tavaszán Párizs főiskoláit és a francia gazdasági tanintézeteket látogatta. A Champagne vidékén a pezsgőgyártást tanulta; ekkor ismerkedett meg olyan kiemelkedő tudósokkal, mint Louis Pasteur, Drouyn, Henri Becquerel, akikkel később is állandó kapcsolatot tartott fenn. 1868. március 12-én a királyi József-műegyetemen ideiglenes, 1869. szeptember 25-én a mezőgazdaságtan és erdészeti enciklopédia rendes tanárának nevezték ki. Az 1872. évi lyoni nemzetközi borászati és selyemtenyésztési kongresszuson az alelnöki tisztre választották; az 1878. évi bécsi világtárlaton mint királyi kiállítási biztos, az 1882. évi trieszti országos kiállításon hasonló minőségben működött. Ezen kiállítások zsűritagja, osztályelnöke, illetve a mezőgazdasági csoport referense volt. Ugyancsak a kasseli (1870), nápolyi (1871) és amszterdami (1874) kiállítások alkalmával biztosi minőségben működött közre.
1877 szeptemberében pisztolypárbajt vívott Perczel Auréllal (Perczel Béla volt miniszter fiával) a rákospalotai kis erdőben, ahol ellenfelét lelőtte. Pár heti bujdosás után önként jelentkezett a bíróság előtt, mely egy évi fogságra ítélte; ennek kitöltése után újra elfoglalta tanári székét. 1888. július 2-án a tiroli Gossensassban halt meg, ahol gyakran nyaralt.

## Díjai, elismerései
A III. osztályú vaskorona-rend és a Ferenc József-rend lovagja, a spanyol Izabella-rend csillagos commandeurje, a portugáli királyi katona-rend középkeresztese, a brazil császár rózsa-rend lovagja, a francia arany „Grande Medaille d’Honneur” tulajdonosa, a francia „Société zoologique d’acclimatisation” magyarországi kültanácsosa és a „Société des agriculteurs de France” osztrák-magyar tiszteleti képviselője, az Országos Magyar Gazdasági Egyesület igazgatósági tagja, a bajorországi királyi gazdasági egyesület tiszteleti tagja, a budapesti kereskedelmi és iparkamara, a francia „Société nationale d’agriculture de France”, a cseh királyi gazdasági egyesület és a lyoni „Société d’agriculture naturelle et des arts utiles”, a madridi és velencei gazdasági egyletek és a Rio de Janeiró-i „Sociedade ameliorado du industria national” levelező tagja volt stb.

## Cikkei
Számos cikke jelent meg 1863-tól a szaklapokban és politikai lapokban, folyóiratokban, évkönyvekben, mint pl. Nemzetgazdasági Szemle (1883. A bélyei uradalom), Természettudományi Közlöny, Természet, Földmívelési Érdekeink, Gazdák Kalauza, Falusi Gazda, Gazdasági Közlöny, Gazdasági Lapok, Egyetértés, Pesti Napló, Hon, Pesti Hírlap, Pester Lloyd, Neue Freie Presse, Böhmische Landwirth-Centralblatt, Wiener landwirth. Zeitung, Dingler's Polyt. Journal, Milch-Zeitung, Schweizerische landw. Zeitung, Deutsche Landwirth. Presse, Landtechnische Blätter, Sächsische Gewerk-Vereins-Zeitung, Bayerische landw. Zeitung, Lobes illustr. landw. Zeitung, Journal d'agriculture pratique, Bulletin de la Société naturelle, Bulletin de la Société des agricultures de France, Bulletin de la Société d'aclimatisation stb.
- Szinnyei Repertóriumának III. k. 1604-1606. szám alatt ismertette a hazai szakfolyóiratokban 1874-ig megjelent cikkeit.

## Művei
- A természettan elvei, alkalmazásukban a gazdászatra, különös tekintettel Magyarország gazdasági viszonyaira... Pest, 1868.
- Landwirthschaftliche Zustände in Ungarn. Prag, 1869. (Különnyomat a Komers «Jahrbuch für österr. Landwirthe» című munkájából.)
- Gazdasági műszaki vegytan. Kézikönyv felsőbb gazdasági tanintézetek hallgatói, gazdák és iparosok számára. Pest, 1870. 114 szövegrajzzal.
- Die Bierbräuerei nach dem gegenwärtigen Standpunkte der Theorie und Praxis des Gewerbes. Mit besonderer Berücksichtigung des Brauverfahrens in Ungarn-Oesterreich, Bayern, am Rhein... Weimar, 1870. (Neuer Schauplatz der Künste und Handwerke 96. 4. bővített és teljesen átdolgozott kiadás, 5. kiadás,  1877. Két kötet és Atlas, 6. k. 1884. Weimar. Hozzá: Atlas 17 táblán 236 rajzzal és 185 szövegképpel; előbbiekhez 13 táblán 157 rajzzal).
- Landwirthschaftslehre. I. Landwirthschaftliche Pflanzen-Produktionslehre. Bpest, 1874.
- A magyar, osztrák, német, angol új métermértékek és súlyok egyszerű és összetett átváltoztatási táblázatai. Budapest, 1875. (Németül: Leipzig és Bpest, 1875.)
- Adatok a magnemesítés kérdéséhez. Budapest, 1875. (Különnyomat a Földmívelési Érdekeinkből.)
- A szőlők megóvása tavaszi fagy ellen. Budapest, 1875.
- Handbuch der Tabak- und Cigarrenfabrikation. 3. sehr vermehrte und gänzlich umgearbeitete Auflage von E. Schreiber's «Tabak- und Cigarrenfabrikation». Weimar, 1871. (4. kiadás. 1881. 5. k. 1888. Weimar. Neuer Schauplatz der Künste und Handwerke 183. Bd.)
- Keményítő, dextrin és szőlő-czukor monographiája. 2. kiadás. (Németül: Otto «Lehrbuch der landwirthschaftlichen Gewerbe» műve 7. kiadásának 5. kötete. Braunschweig, 1881., (1886. angolul is megjelent, ford. Julius Frankel és Robert Hutter. London, 1881.)

Ugyanezen tárgyról másik, inkább gyakorlati irányú munkája is jelent meg Weimarban (2. kiadásban) 1884-ben.
Szerkesztette a Gazdászati Közlöny című  havi folyóiratot 1869. január 5-től 1870. június 23-ig; a Földmívelési Érdekeinket 1878. június 1-jétől társlapjaival, a Falusi Gazdával és Gazdák Kalauzával együtt 1883-ig Budapesten; azontúl ezen lapoknak tulajdonosa és főszerkesztője volt.

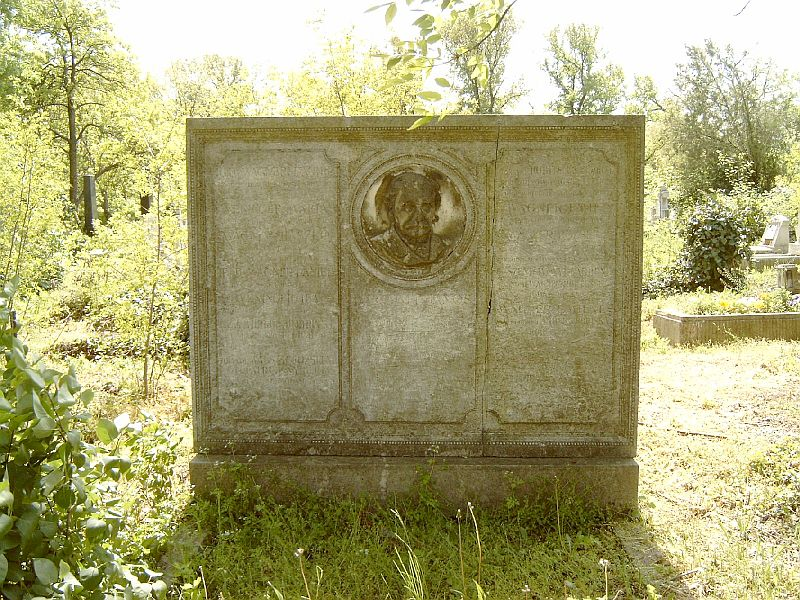
Családjával közös sírja az Új köztemetőben (28-1-102/103. Alkotó: Senyei Károly)